# Powiat Mezőkövesd
Powiat Mezőkövesd (węg. Mezőkövesdi járás) – jeden z piętnastu powiatów komitatu Borsod-Abaúj-Zemplén na Węgrzech. Siedzibą władz jest miasto Mezőkövesd.

## Miejscowości powiatu Mezőkövesd
- Bogács
- Borsodgeszt
- Borsodivánka
- Bükkábrány
- Bükkzsérc
- Cserépfalu
- Cserépváralja
- Csincse
- Egerlövő
- Kács
- Mezőkeresztes
- Mezőkövesd
- Mezőnagymihály
- Mezőnyárád
- Négyes
- Sály
- Szentistván
- Szomolya
- Tard
- Tibolddaróc
- Vatta